# Meinrad Ospelt (Politiker, 1906)
Meinrad Ospelt (* 24. Dezember 1906 in Vaduz; † 11. Januar 1983 ebenda) war ein liechtensteinischer Politiker (FBP).

## Biografie
Meinrad Ospelt war der Sohn von Anton Ospelt und dessen Frau Ludwina (geborene Ospelt). Er war Bürger von Vaduz und wuchs dort in einer Grossfamilie auf. Nach seinem Schulabschluss absolvierte er bei Bernhard Risch eine Ausbildung zum Schmied. Ab 1938 betrieb er eine eigene Schmiedewerkstätte in Vaduz. Ospelt gehörte von 1936 bis 1960 dem Gemeinderat von Vaduz an. In dieser Zeit bekleidete er von 1948 bis 1960 das Amt des Vizebürgermeisters. Von 1958 bis 1966 sass er als Abgeordneter im Landtag des Fürstentums Liechtenstein. Anschliessend war er von 1966 bis 1972, als Nachfolger von David Strub, Bürgermeister von Vaduz. 1972 trat er von diesem Amt zurück. Neuer Bürgermeister wurde Hilmar Ospelt, der bereits seit 1969 Vizebürgermeister von Vaduz gewesen war.
Ospelt war seit 1938 mit Maria Beck verheiratet. Aus der Ehe gingen drei Kinder hervor.